# Spanyol mártás
A spanyol mártás (sauce espagnole) egy klasszikus barna mártás, a francia konyha egyik alapmártása (sauce de base), amely elsősorban kiindulási alap más származtatott mártásokhoz. Önmagában ritkán kerül felszolgálásra.

## Története
Az „espagnole” szó franciául annyit jelent, hogy „spanyol”. Számos francia mártás országról kapta a nevét, például a hollandi mártás vagy a angolkrém. A spanyol mártás neve a vöröses színére utal, amely Spanyolországgal hozható összefüggésbe.
Később többféle magyarázat is született a név eredetére. Egyesek szerint például Ausztriai Anna francia királyné – aki nevével ellentétben spanyol volt – spanyol szakácsokat hozott magával a francia királyi udvar konyhájába. A szakácsok paradicsom hozzáadásával tökéletesítették a francia barna mártást. Egy ehhez hasonló történet XIV. Lajos feleségének, Ausztriai Mária Terézia francia királynénak a spanyol szakácsairól szól. Nincs azonban nyoma spanyol szakácsok jelenlétének a francia udvari konyhán, így ezek a magyarázatok alaptalannak tűnnek. Egy másik feltételezés szerint a 17. században a mártás alapját képező alapléhez a hagyományos marhahús helyett spanyol szalonnát és sonkát kezdtek használni.
A „spanyol mártás” először Vincent La Chapelle 1733-as szakácskönyvében, a Le Cuisinier moderne-ben jelenik meg fácánhoz kínált szószként. Marie-Antoine Carême részletes receptet közölt a Sauce Espagnole-ról a Le Pâtissier royal parisien (1815) című művében. A 19. század közepére a szósz már ismert volt az angol nyelvterületen is; Eliza Acton Modern Cookery (1845) című szakácskönyvében két receptet is adott hozzá, egyet borral, egyet anélkül.
A mártást Auguste Escoffier az öt francia alapmártás közé választotta.

## Elkészítése
A spanyol mártás barna rántásból, zöldségekből (például hagyma, sárgarépa, zeller), paradicsompüréből és barna alapléből készül. Az alapanyagokat először megpirítják, majd a mártást bouquet-garni-val és fűszerekkel hosszú ideig, lassú tűzön főzik, hogy az ízek mélyüljenek és besűrűsödjenek. A végeredmény egy selymes, koncentrált szósz, amelyet gyakran használnak más mártások alapjául vagy húsételek kísérőjeként. A recept legismertebb változatát Auguste Escoffier tette híressé a 20. század elején.

### Származtatott mártások
A spanyol mártás számos klasszikus francia mártás kiindulópontja, mivel gazdag ízvilága és sűrű állaga remek alapot ad a további ízesítésekhez. Az egyik legismertebb származtatott változata a demi-glace, amelyet úgy készítenek, hogy a spanyol mártást felére redukálják, gyakran további alaplé hozzáadásával. A Bordelaise-mártás vörösborral, hagymával (vagy salottával), csontvelővel és gyakran kakukkfűvel, babérlevéllel készül. A Chasseur (vadász-) mártás gomba, fehérbor és néha brandy hozzáadásával készül, gyakran paradicsommal kiegészítve A Robert-mártás mustárral, hagymával és fehérborral készül- A Châteaubriand-mártás demi-glace és fehérbor redukció keveréke, finom fűszerezéssel.
Emellett léteznek egyszerűbb változatok is, mint például a gombamártás, amelybe csupán párolt gomba kerül, vagy a Madeira-mártás, melyet Madeira bor gazdagít.